# Sauvillers-Mongival Communal Cemetery
Sauvillers-Mongival Communal Cemetery is een begraafplaats gelegen in de Franse plaats Sauvillers-Mongival (Somme). De militaire graven worden onderhouden door de Commonwealth War Graves Commission.
De begraafplaats telt 5 geïdentificeerde Gemenebest graven uit de Tweede Wereldoorlog.